# Gaulois Orbe
I Gaulois Orbe sono stati una squadra svizzera di flag football di Orbe militante in NSFL, fondata nel 2006 e chiusa nel 2008.
Hanno partecipato al campionato NSFL Flag Élite senza mai vincerlo.

## Dettaglio stagioni

### Flag football

#### Tornei locali

##### NSFL

###### NSFL Flag Élite
| Stagione | regular season | regular season | regular season | regular season | regular season | regular season | playoff | playoff | playoff | playoff | playoff | playoff    | playoff      |
|          | Vin            | Par            | Per            | Tot            | PF             | PS             | Vin     | Per     | Tot     | PF      | PS      | risultato  | avversaria   |
| -------- | -------------- | -------------- | -------------- | -------------- | -------------- | -------------- | ------- | ------- | ------- | ------- | ------- | ---------- | ------------ |
| 2007     | 2              | 0              | 2              | 4              | 66             | 56             | 0       | 1       | 1       | 20      | 36      | Semifinale | Yverdon Ducs |
| Totale   |                |                |                |                |                |                |         |         |         |         |         |            |              |

Fonte: Sito storico SAFV

## Palmarès
- 1 NSFL Bowl Flag Juniors (2007)